# Sokół 600 RT M211

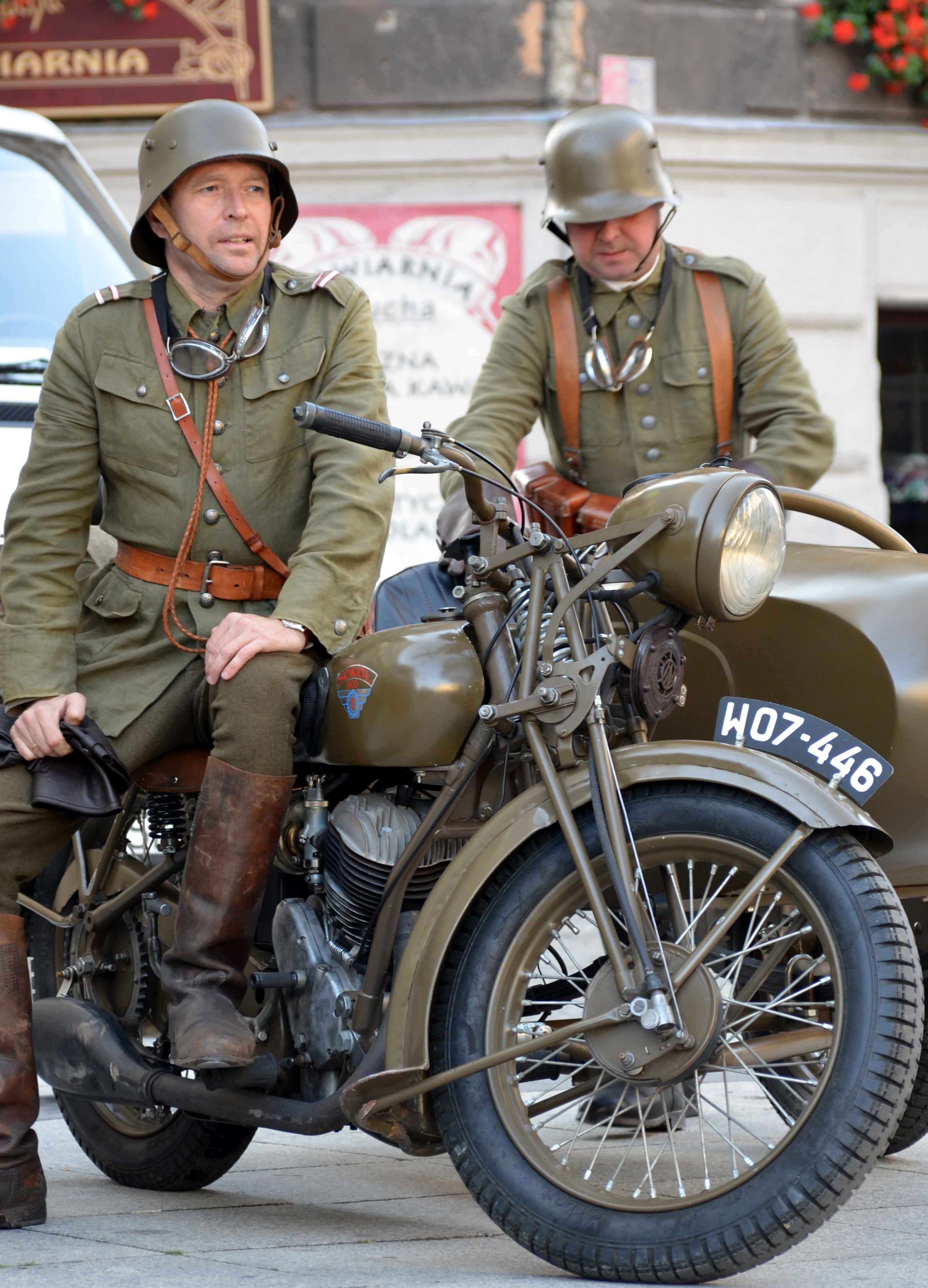
Rekonstruktorzy 10 Brygady Kawalerii na Sokole 600

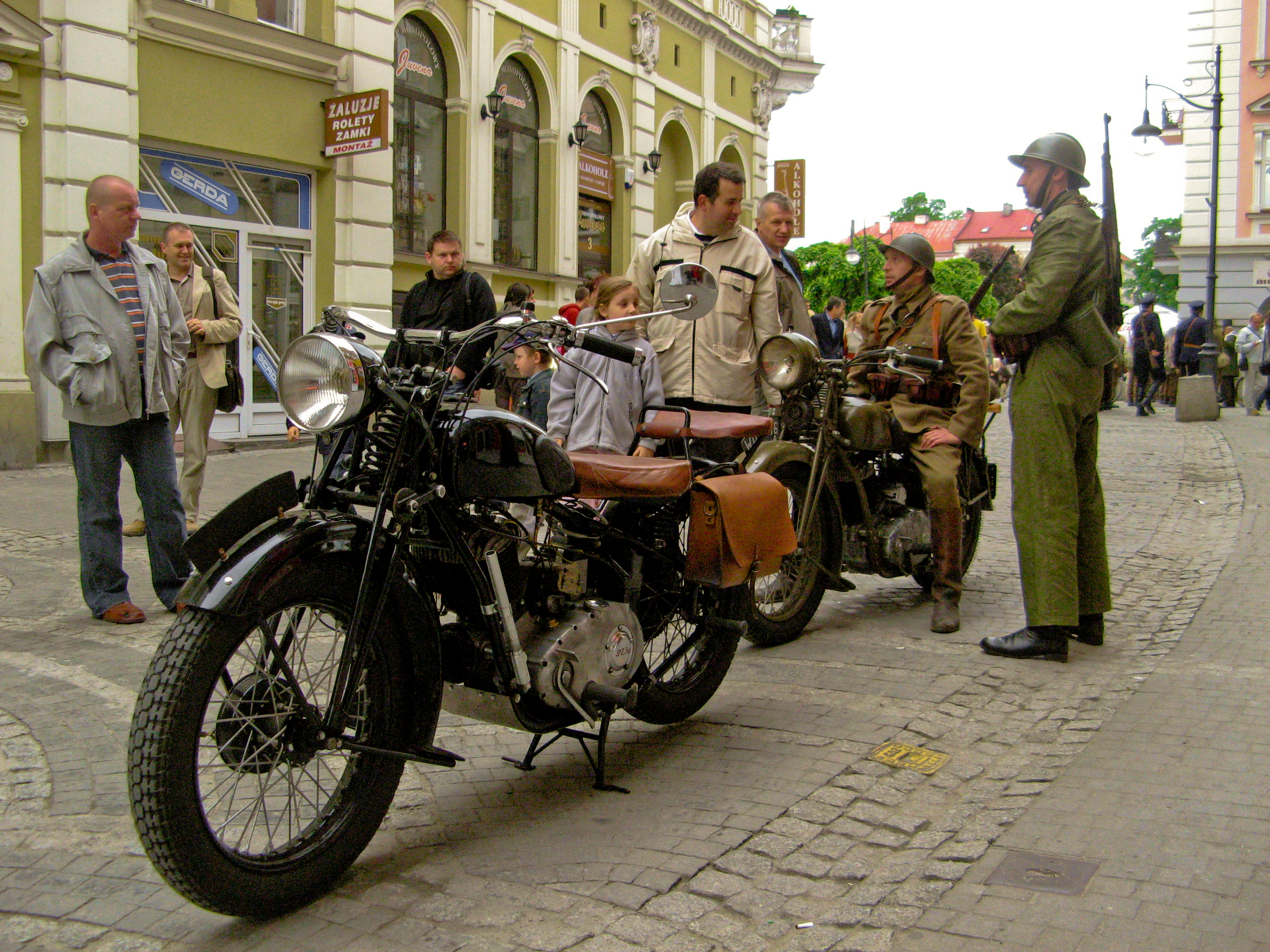
Sokół 600 na paradzie wojskowej w Przemyślu

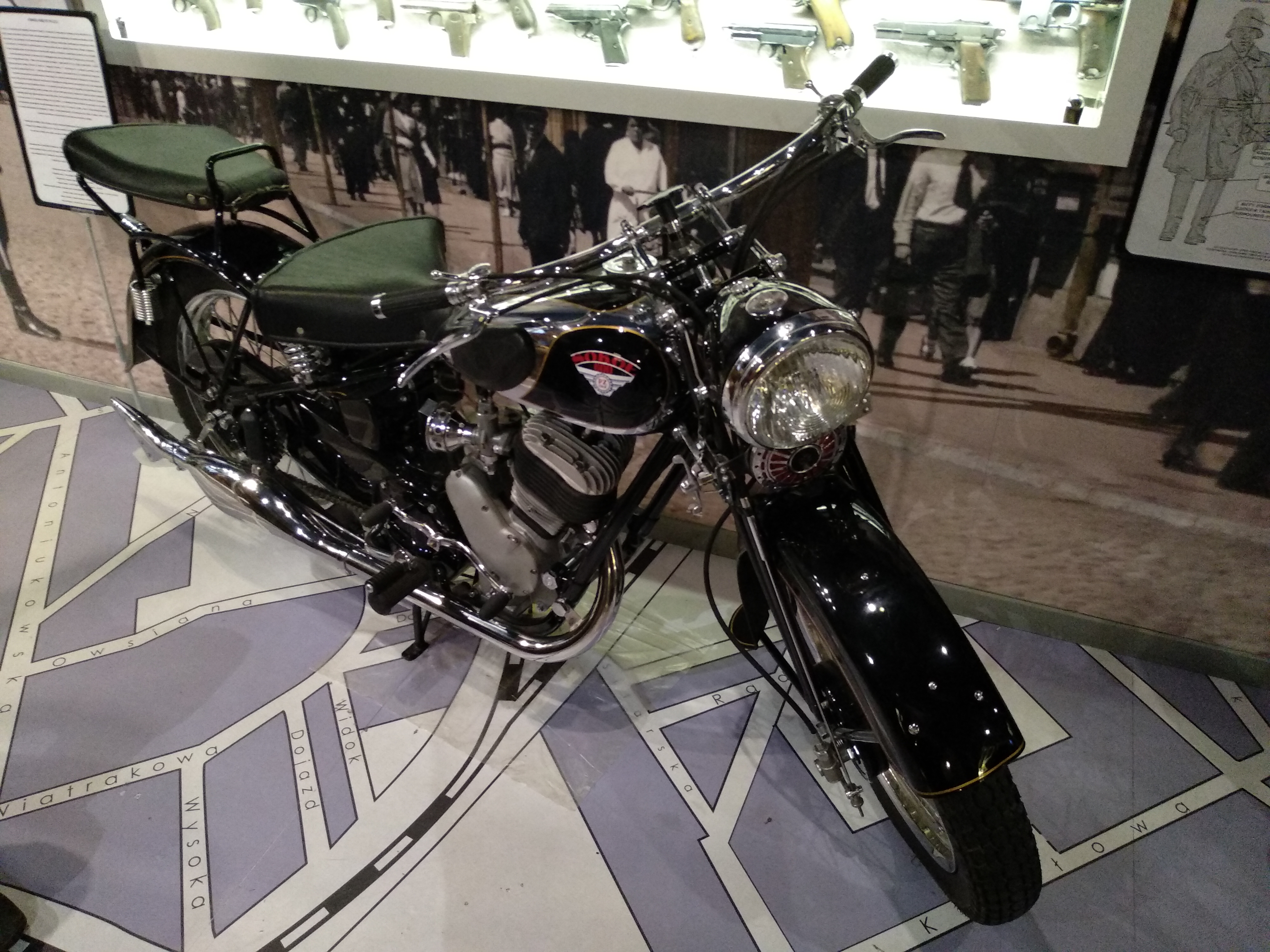
Sokół 600 w Muzeum Wojska w Białymstoku

Sokół 600 RT M211 – motocykl polskiej konstrukcji produkowany w Państwowe Zakłady Inżynierii w latach 1935–1939.
Producent: Państwowe Zakłady Inżynierii, dawny adres: ul. Terespolska 34/36, Warszawa
Projekt i konstrukcja: inż. Tadeusz Rudawski
Oznaczenie (SOKÓŁ 600RT M211):
- 600 – od pojemności silnika (579 cm³),
- R – Rudawski Tadeusz,
- T – turystyczny,
- M – motocykl,
- 2 – drugi projekt PZInż (M 111 – CWS jako pierwszy),
- 11 – oznaczenia rozwojowe.

Prototyp opuścił Zakłady w: 1935 roku.
Pierwsza znana fotografia Sokoła 600 pochodzi ze styczniowego numeru miesięcznika "Turysta i auto" z 1933 roku, co wskazuje, iż prototyp został ukończony jesienią lub zimą 1932 roku.
Całkowita liczba wyprodukowanych egzemplarzy: około 1400 sztuk.
Stosowane gaźniki: Amal aż do modelu 1938 włącznie. Począwszy od roku 1939 zastosowano gaźnik firmy Graetzin. Po tej modyfikacji moc silnika wzrosła z 15 do 16 KM.
Instalacja elektryczna, aż do modelu 1938 włącznie, oparta na systemie z Magdynem Millera, typ MC Miller Birmingham.
Począwszy od nr. silnika 501 motocykl został wyposażony w prądnicę Bosch i zapłon bateryjny. Zmiany te zaznaczono w dołączonej do drugiego wydania instrukcji pt. Opis Motocykla i Wskazówki Obsługi ulotce z pouczeniem, co należy uczynić, aby uruchomić silnik w przypadku gdy model wyposażony został w prądnicę–zapalacz firmy Bosch i akumulator motocykla uległ wyładowaniu.
Cena motocykla, podst.: 2 300,00 zł, cena wózka bocznego to 680 zł: cena wózka bocznego luksusowego (z resorowanym kołem) 750,00 zł (czerwiec 1939)
W celu wspierania rozwoju motoryzacji polskiej, władze skarbowe wprowadziły zasady premiowania przy zakupie pojazdów produkcji polskiej w wysokości 20% od ceny zakupu, w formie obniżenia podatku dochodowego.

## Dane techniczne motocykla
Silnik:
- jednocylindrowy, czterosuwowy, bocznozaworowy, chłodzony powietrzem
- Pojemność skokowa: 579 cm³
- Średnica cylindra: 83 mm
- Skok tłoka: 106 mm
- Stopień sprężania: 4,75
- Moc max przy 3 800 obr./min: 16 KM
- Gaźnik: „Graetzin H26”
- Skrzynka biegów: trzybiegowa, wbudowana w blok
- Sprzęgło: korkowe, 5-tarczowe, mokre
- Napęd: łańcuch
- Rama: kołyskowa z rur stalowych
- Widelec: trapezowy z ciernymi amortyzatorami drgań i skrętu
- Hamulce: bębnowe, przód - ręczny, tył - nożny
- Koła: szprychowe, wymienne, 3 x 19
- Rozmiar ogumienia: 4,00 x 19
- Pojemność zbiornika paliwa: 15 l.
- Instalacja elektryczna: 6 V
  - Prądnica prądu stałego: zespolona Miller MC1 lub prądnica Bosch typ B142B(od nr.silnika 501) lub B145LS2 (od nr. silnika 1101)
  - akumulator: Z.A.T. 3R3, 6V 12Ah
- Zapłon: iskrownikowy lub bateryjny (od nr. silnika 501)
- Reflektor Ø 170 mm: Firma A.Marciniak SA (d. adres: ul. Wronia 23, Warszawa)
- Zegarowy wskaźnik prędkości z amperomierzem: Firma E. Romer Lwów, POLSKA

Wymiary :
- Rozstaw osi: 1430 mm
- Rozstaw kół z bocznym wózkiem: 1145 mm
- Całkowita długość: 2160 mm
- Całkowita szerokość bez wózka: 780 mm
- Całkowita szerokość z wózkiem: 1630 mm
- Prześwit: 145 mm
- Wysokość siodła od ziemi: 720 mm
- Masa motocykla: 170 kg
- Masa wózka: 85 kg
- Zużycie paliwa na 100 km: 4 l.
  - Z wózkiem: 5,6 l.
- Zużycie oleju na 100 km: 0,1 – 1,2 l.
- Prędkość max bez wózka: 110 km/h
- Prędkość max z wózkiem: 90 km/h

Najważniejsze osiągnięcia, nagrody i sukcesy motocykla „SOKÓŁ 600” w konkurencjach z udziałem innych motocykli świata:
1936
- Konkurs piękności w Warszawie ─ I nagroda Grand Prix
- Raid Gwiaździsty w Łodzi – II nagroda w ogólnej klasyfikacji
- Gymkhana w Łazienkach w Warszawie ─ I nagroda
- Raid Szlakiem Marszałka Piłsudskiego. 1 500 km – I nagroda w kategorii solówek, II i III nagroda w kategorii motocykli z wózkiem
- Gymkhana Gordon–Bennett w pierwszym dniu – I i II nagroda, w drugim dniu ─ I, II i III nagroda
- Jazda Terenowa w Nadliwiu – I nagroda w ogólnej klasyfikacji, I i II w swojej kategorii, I i II w kategorii motocykli z wózkami.

1937
- Pogoń za Czołgiem ─ I i II miejsce
- Raid Szlakiem Marszałka Piłsudskiego ─ I i II nagroda w kategorii solówek, I i II nagroda w kategorii motocykli z wózkiem
- Raid Motocyklowy przez Góry Świętokrzyskie – I, II, III i IV miejsca w ogólnej klasyfikacji
- Pierwszy Raid Tatrzański – I, II i III miejsca w ogólnej klasyfikacji
- Wyścig Terenowy w Nadliwiu – II miejsce w kategorii solówek, I i II miejsca w kategorii motocykli z wózkiem

1938
- Pogoń za czołgiem ─ I nagroda
- 9–ty Raid Pierwszy Krok Motocyklowy ─ I nagroda
- Pierwszy Krok Motocyklowy dla niezrzeszonych ─ II nagroda w kategorii solówek, II nagroda w kategorii motocykli z wózkiem
- Motocyklowy Konkurs Piękności w Automobilklubie Polski ─ Wieka Nagroda
- Drugi Raid Tatrzański ─ I nagroda w ogólnej klasyfikacji; I, II i III nagroda w swojej kategorii
- Mały Raid Tatrzański ─ II nagroda w kategorii motocykli z wózkiem

1939
- 17 sierpnia 1939, ekipa w składzie: Inżynier Tadeusz Rudawski na motocyklu „Sokół 200”, pracownicy P.Z.Inż., Tadeusz Heryng i Józef Jakóbowski na dwóch motocyklach „Sokół 600”, zawodnik motocyklowy Józef Docha z pasażerem Jerzym Brendlerem na motocyklu „Sokół 600”, Nr silnika 1146 oraz piąty uczestnik Mieczysław Kubiak, na motocyklu „Sokół 600”, ścieżką dla pieszych, poprzez Kuźnice i Myślenickie Turnie, osiągnęli szczyt Kasprowego Wierchu (1988 metrów nad poziom morza).